# Bateria d'ions d'alumini
La bateria d'ions d'alumini (AIB) és una classe de bateria recarregable en què els ions d'alumini serveixen com a portadors de càrrega. L'alumini pot intercanviar tres electrons per ió. Això significa que la inserció d'un Al3+ equival a tres ions Li+. Així, com que els radis iònics de l'Al3+ (0,54 Å) i el Li+ (0,76 Å) són similars, els càtodes poden acceptar un nombre significativament més alt d'electrons i ions Al 3+ amb pocs danys. L'alumini té una densitat energètica 50 vegades (23,5 megawatts-hora m-3) superior a la de les bateries de ions de liti i és fins i tot superior a la del carbó.
El portador de càrrega trivalent, Al3+, és tant l'avantatge com el desavantatge d'aquesta bateria. Tot i que la transferència de 3 unitats de càrrega per un ió augmenta significativament la capacitat d'emmagatzematge d'energia, la intercalació electroestàtica dels elèctrodes amb un catió trivalent és massa forta per a un comportament electroquímic ben definit. Teòricament, la capacitat gravimètrica de les bateries d'ió d'Al és de 2980 mAh/g mentre que la seva capacitat volumètrica seria de 8046 mAh/ml per a la dissolució d'Al a Al3+. En realitat, però, la reacció redox és més complicada i implica altres reactius com ara AlCl4−. Quan això es té en compte, la capacitat gravimètrica teòrica esdevé 67 mAh/g.
Les bateries recarregables d'alumini ofereixen la possibilitat d'un baix cost i una baixa inflamabilitat, juntament amb una alta capacitat. La inertícia i la facilitat de manipulació de l'alumini en un entorn ambiental ofereixen millores de seguretat en comparació amb les bateries de Li-ion. Les bateries d'ió d'Al poden ser més petites i també poden tenir més cicles de càrrega-descàrrega. Per tant, les bateries d'ió d'Al tenen el potencial de substituir les bateries d'ió de liti.

## Disseny
Com totes les altres bateries, les bateries d'ions d'alumini inclouen dos elèctrodes connectats per un electròlit. A diferència de les bateries d'ions de liti, on l'ió mòbil és Li+, l'alumini forma un complex amb el clorur a la majoria d'electròlits i genera un portador de càrrega mòbil aniònic, normalment AlCl4− o Al2Cl7−.
La quantitat d'energia o potència que pot alliberar una bateria depèn de factors com el voltatge, la capacitat i la composició química de la cel·la de la bateria. Una bateria pot maximitzar els seus nivells de producció d'energia mitjançant:
- Augment de la diferència de potencial químic entre els dos elèctrodes[10]
- Reducció de la massa dels reactius[10]
- Evitar que l'electròlit sigui modificat per les reaccions químiques[10]

### Electròlit
Des del 2020, l'electròlit més utilitzat per a les bateries d'Al recarregables són els líquids iònics no aquosos (IL) àcids a temperatura ambient fets de clorur d'alumini (AlCl3) i clorur d'1-etil-3-metilimidazoli ([EmIm]Cl). Això va solucionar el problema inicial que impedia que les bateries d'Al es tornessin recarregables: l'Al reacciona fàcilment per formar una capa d'òxid passivant que és químicament inert i cal un potencial extremadament alt per empènyer els ions a través d'aquesta capa. Aquest alt potencial degradaria l'electròlit durant la recàrrega. L'ús del líquid iònic com a electròlit evita la passivació i permet que les bateries d'Al siguin recarregables. Com s'ha esmentat anteriorment, les espècies actives de l'electròlit IL són AlCl4− i Al2Cl7−.
Aquest electròlit també s'enfronta a múltiples reptes. En primer pla d'aquests reptes hi ha la seva sensibilitat a la humitat. L'electròlit i l'aigua reaccionen exotèrmicament per formar gasos com ara H2, Cl2 i HCl, cosa que provoca l'expansió/distorsió de la cel·la i la reducció del rendiment (menor eficiència coulombiana, decadència irreversible de la capacitat). El resultat final és una cel·la inestable, problemes de seguretat a causa de fuites i corrosió, i requisits de fabricació més complexos i costosos. Els electròlits líquids també s'han enfrontat a problemes com ara una interfície elèctrode-electròlit deficient. Tots aquests problemes tenen una aplicació pràctica limitada de la cèl·lula.
Alguns han abordat aquests problemes substituint el IL líquid per un electròlit IL en gel. El gel IL utilitza una estructura polimèrica que ajuda a mitigar els efectes de la humitat inhibint que el IL reaccioni amb l'aigua. Aquesta solució ha presentat els seus propis problemes, com ara la resistència mecànica relativament deficient del polímer i, tot i que redueix la sensibilitat a la humitat, el problema persisteix. Una altra solució que ha estat d'interès és l'ús d'electròlits d'estat sòlid o quasi sòlid. Un exemple d'electròlit quasi d'estat sòlid és l'ús d'una estructura orgànica metàl·lica (MOF) basada en zirconi impregnada amb IL com en el treball de Huang et al. El MOF proporciona protecció a l'IL reduint el contacte amb la humitat. A més de millorar l'estabilitat a la humitat, l'avantatge afegit d'aquesta solució és la seva major seguretat i la seva arquitectura flexible.
En general, l'electròlit per a bateries recarregables d'Al ha de complir els requisits següents:
1. Tenir una finestra electroquímica adequadament rangada on no es produeixin reaccions secundàries de la reacció redox principal[23]
2. No tenen reaccions secundàries amb els elèctrodes ni amb cap producte intermedi[23]
3. Ser un aïllant d'electrons però un conductor d'ions.[23] És a dir, ha de bloquejar el flux d'electrons però permetre que els ions hi passin.
4. La solvatació (interacció amb molècules de dissolvent) i la desolvatació (interacció amb ions actius) han de ser moderades. Si és massa feble, no podrà dissoldre les sals. Si és massa fort, l'energia d'activació serà massa alta.[23]

## Comparació d'ions de liti
Les bateries d'ions d'alumini són conceptualment similars a les bateries d'ions de liti, excepte que l'alumini és el portador de càrrega en lloc del liti. Mentre que el voltatge teòric de les bateries d'ions d'alumini és inferior al de les bateries d'ions de liti, 2,65 V i 4 V respectivament, el potencial teòric de densitat d'energia per a les bateries d'ions d'alumini és de 1060 Wh/kg en comparació amb les bateries de liti-ió Límit de 406 Wh/kg.
Les bateries de liti-ió actuals tenen una alta densitat de potència (càrrega/descàrrega ràpida) i una alta densitat d'energia (mantenen molta càrrega). També poden desenvolupar dendrites que poden curtcircuitar i incendiar-se, mentre que l'electròlit líquid iònic no volàtil i no inflamable de la bateria d'Al millora la seva seguretat. L'ús d'ànode metàl·lic d'alumini en comparació amb el metall de liti també proporciona una major seguretat, ja que el primer té una millor estabilitat a l'aire. L'alumini també transfereix energia de manera més eficient a causa dels seus 3 electrons. L'alumini és més abundant/costa menys que el liti, cosa que redueix els costos dels materials.

## Reptes
Les bateries d'ions d'alumini fins ara tenen una vida útil relativament curta. La combinació de calor, taxa de càrrega i cicles pot afectar dràsticament la capacitat energètica. Una de les raons és la fractura de l'ànode de grafit. Els àtoms d'Al són molt més grans que els àtoms de Li.
Els electròlits líquids iònics, tot i que milloren la seguretat i l'estabilitat a llarg termini dels dispositius minimitzant la corrosió, són cars i, per tant, poden ser inadequats. No obstant això, els avenços recents en la recerca han introduït tipus de bateries d'ió d'Al més segures i menys costoses. Això inclou una bateria d'ió d'alumini d'"alta seguretat, alt voltatge i baix cost" introduïda el 2015 que utilitza paper de carboni com a càtode, làmina d'alumini d'alta puresa com a ànode i un líquid iònic com a electròlit.

## Recerca
Diversos equips de recerca estan experimentant amb alumini per produir millors bateries. Els requisits inclouen cost, durabilitat, capacitat, velocitat de càrrega i seguretat.